# 初恋セクスアリス
『初恋セクスアリス』（はつこいセクスアリス）は、矢野有花・著、桐野霞・イラストによる日本のライトノベル。富士見ミステリー文庫（富士見書房）より発行。

## ストーリー
母の入院の為、曾祖母の暮らす見月島で夏休みを過ごすことになった有紗。そこで出会ったのは有紗のはとこで、自分を邪魔者扱いする陽也と、東大生の天才にして心優しい性格の行彦。陽也に嫌悪感を抱く一方で、行彦に惹かれる有紗。しかし、行彦と調査に訪れた祠で有紗は10年前の悪夢を思い出し、そのために避けられない選択をしなければならなくなる。

## 登場人物
香住 有紗（かすみ ありさ）
高校1年生の少女。母の入院のため、曾祖母の暮らす見月島へとやって来た。
高久 陽也（たかひさ はるや）
有紗のはとこ。高校3年生でサッカー部所属。U-17サッカー日本代表に選出される実力を持つが左腕の負傷で帰郷していた。
斎王寺 行彦（さいおうじ ゆきひこ）
陽也の幼馴染。東大医学部在籍で、文学賞受賞者。民族学マニアの一面を持つ。